# Rolf Weigand
Rolf Weigand (* 8. Juni 1984 in Karl-Marx-Stadt) ist ein deutscher Politiker (AfD). Von 2018 bis 2024 war er Mitglied des Sächsischen Landtages. Seit 2024 ist er Bürgermeister der Stadt Großschirma.

## Leben und beruflicher Werdegang
Rolf Weigand studierte von Oktober 2003 bis September 2008 Keramik, Glas- und Baustofftechnik an der TU Bergakademie Freiberg. Seine Diplomarbeit hatte das Thema „Lebensdauerverlängerung von Feuerfestmaterial für die Glasindustrie“. Von 2008 bis 2021 war er als wissenschaftlicher Mitarbeiter in der Arbeitsgruppe Glas am Institut für Keramik, Glas- und Baustofftechnik der TU Bergakademie Freiberg beschäftigt und wurde im Juni 2013 an der gleichen Hochschule mit der Dissertation „Standzeitverlängerung von Feuerfestmaterial in direktem Glasschmelzkontakt“ promoviert. Von 2015 bis 2016 schloss sich ein berufsbegleitendes Fernstudium an der Universität Jena an, welches Weigand als Patentingenieur abschloss.
Daneben ist Weigand Geschäftsführer eines Unternehmens, das aus der TU Bergakademie Freiberg ausgegründet wurde.
2008 wurde er mit dem Theodor-Haase-Preis des MORE Freiberg, 2014 mit dem Adolf-Dietzel-Industriepreis der Deutschen Glastechnischen Gesellschaft und 2015 mit dem Förderpreis Richard Hartmann des Industrieverein Sachsen 1828 e. V. ausgezeichnet.
Weigand lebt in Großschirma, ist evangelisch, verheiratet und Vater von drei Kindern.

## Politik
Weigand ist seit 2013 Mitglied der Alternative für Deutschland und war von 2017 bis 2020 sowie von 2022 bis 2024 im Vorstand des Kreisverbandes AfD Mittelsachsen und dabei zuletzt stellvertretender Kreisvorsitzender. Er war Landesvorsitzender der Jungen Alternative Sachsen. Am 1. Januar 2018 trat er sein Mandat im Sächsischen Landtag als Nachfolger für Detlev Spangenberg, der als Mitglied der 19. Wahlperiode des Deutschen Bundestages im Dezember 2017 sein Mandat als Landtagsabgeordneter niedergelegt hatte, an. Er war im 7. Sächsischen Landtag bildungs- und wissenschaftspolitischer Sprecher seiner Fraktion.
Bei der Bürgermeisterwahl in Großschirma am 17. Juni 2018 kandidierte er erfolglos gegen Amtsinhaber Volkmar Schreiter (FDP). Im August 2019 wurde Weigand zweiter Stellvertretender Bürgermeister von Großschirma. Ab April 2024 führte er interimsweise ehrentamlich die Amtsgeschäfte der Stadt Großschirma als erster Stellvertretender Bürgermeister.
Zur Landtagswahl in Sachsen 2019 trat er für die AfD auf Listenplatz 8 an. Seine Kandidatenrede beschreibt die Taz als „einen Rausch, als er [die Wahl] die ‚größte Rettungsaktion für Sachsen und unser Vaterland‘ beschwor“. Er gewann als Direktkandidat den Wahlkreis Mittelsachsen 2 und zog erneut in den Landtag ein.
Bei den Landratswahlen in Sachsen 2022 war Weigand der Kandidat der AfD im Landkreis Mittelsachsen. Mit 28,7 Prozent der Stimmen im ersten Wahlgang und 24,1 Prozent im zweiten Wahlgang wurde er jedoch nicht gewählt.
Zur Landtagswahl in Sachsen 2024 trat er nicht erneut an.
Am 3. März 2024 erhielt er bei der Bürgermeisterwahl in Großschirma im ersten Wahlgang 59,4 Prozent der Stimmen. Bei einer Wahlprüfung wurden jedoch mehrere Wahlrechtsverstöße festgestellt, die zum Teil durch Fehler Weigands entstanden waren, so dass das Landratsamt Mittelsachsen am 12. April 2024 die Wahl für ungültig erklärte. Eine Neuwahl wurde angeordnet. Bei der Neuwahl am 1. September 2024 erhielt Weigand als einziger verbliebener Kandidat 82,1 Prozent der Stimmen. Er trat das Amt am 24. Oktober 2024 an.
Laut der Tageszeitung ist Weigand mit der rechtsextremen Identitären Bewegung vernetzt.

## Kontroversen

### Überspitzung von Ausländerkriminalität
Laut einem Bericht und Interview des MDR soll Weigand in seinen Pressemitteilungen Themen wie Ausländerkriminalität gerne überzeichnen. Konkret ließ er bei der Veröffentlichung der Ergebnisse seiner Kleinen Anfrage zum Thema „sexualisierte Gewalt im Sport“ 44 von 45 nachgewiesenen Konstellationen, bei welchen Deutsche die Tatverdächtigen waren, gänzlich unerwähnt. Ähnlich verhielt er sich auch bei einer Anfrage zu Gewaltdelikten am Bahnhof Freiberg (Sachs), welche ergab, dass alle Tatverdächtigen Deutsche waren.

### „Vorsicht! Genderwahn im Stundenplan“-Kampagne
Des Weiteren zeichnet sich Weigand durch ein Interesse an dem Thema vermeintlicher Frühsexualisierung von Kindern aus. So stellte er mit dem Fraktionsvorsitzenden Jörg Urban im Mai 2023 die Kampagne „Vorsicht! Genderwahn im Stundenplan“ der sächsischen Landtagsfraktion der AfD vor. Dabei sollten Eltern mit Plakatmotiven auf mobilen Anhängern, welche auf Schulwegen aufgestellt wurden, „wachgerüttelt werden“.
Ziel der Kampagne bestand darin, sachsenweit Sexualkundeunterricht an Grundschulen zu verhindern, welcher nach Ansicht der Partei „Werbung für Transsexualität“ verbreite. Das Motiv der Plakate zeigte ein kleines Mädchen, welches einen Teddybär mit Plüschpenis in den Händen hält.

### Liste „gebärfähiger Frauen“
Im Landtag stellte Weigand die Forderung nach einer Liste aller gebärfähigen Frauen – aufgeschlüsselt nach Nationalität und Staatsangehörigkeit – auf.

## Werke
- Ein Beitrag zur Standzeitverlängerung von Feuerfestmaterial in direktem Glasschmelzkontakt. Freiberg 2013 (224 S., Freiberg, TU Bergakademie, Diss., 2013).